# Hybanthus jefensis
Hybanthus jefensis är en violväxtart som beskrevs av C.A. Todzia. Hybanthus jefensis ingår i släktet Hybanthus och familjen violväxter. Inga underarter finns listade i Catalogue of Life.